# 汽笛が聞こえる街
『汽笛がきこえる街』（きてきがきこえるまち）は、村下孝蔵が1980年にリリースした1枚目のオリジナル・アルバム。

## 内容
デビュー・シングル「月あかり」を収録。
1991年にCD選書として再リリースされている。

## 収録曲
全曲　作詞・作曲：村下孝蔵　編曲：水谷公生

### LPレコード

#### SIDE 1
1. 松山行きフェリー[4]
「月あかり」のB面
2. ひとり暮らし
3. レンガ通り
4. 二年前なら
5. 青春の日々に

#### SIDE 2
1. 月あかり
2. 酔いしれて
3. 一目ぼれ
4. 最後の手紙
5. 故郷へ

### CD
1. 松山行フェリー　4:04
2. ひとり暮らし　4:27
3. レンガ通り　4:14
4. 二年前なら　4:42
5. 青春の日々に　3:37
6. 月あかり　4:12
7. 酔いしれて　4:46
8. 一目ぼれ　3:22
9. 最後の手紙　4:01
10. 故郷へ　4:28